# Saint-Louis-de-Gonzague (Avignon)
Pour les articles homonymes, voir Saint-Louis et Saint-Louis-de-Gonzague.
Saint-Louis-de-Gonzague est une ancienne paroisse du Québec, fondée vers 1864 et dont un secteur nommé Biron fut fermé en 1974. Son territoire est situé dans la MRC d'Avignon en Gaspésie–Îles-de-la-Madeleine. Une partie se retrouve aujourd'hui à Carleton-sur-Mer, alors qu'une autre partie (Plan Vautrin) est à Nouvelle.

## Situation
Saint-Louis-de-Gonzague est un hameau agricole et forestier situé à 8 kilomètres au nord de Saint-Omer, fondé en 1864 dont un secteur nommé Biron fut fermé par le Gouvernement du Québec en 1974. Quelques personnes y habitent encore. En 2002 s'y est tenue la Fête de l'union paysanne gaspésienne. Du 10 au 12 octobre 2014, Saint-Louis-de-Gonzague a fêté son 150e anniversaire de fondation.

## Histoire
La Mission Saint-Louis-de-Gonzague, fut fondée vers 1864, au moment où le premier pionnier s'y est installé avec sa famille pour y vivre. Selon la tradition orale, c'est en 1864 que Louis Litalien, venu de Saint-Octave-de-Métis, s'installa avec sa famille sur un lot du rang I dans le Canton de Nouvelle. En outre, le procès-verbal du 18 février 1867 de la municipalité de Carleton fait mention d'un nouveau chemin appelé la « Route de Sandy Bay » (Baie-des-Sables). Au registre de la paroisse de Carleton, nous retrouvons inscrit le mariage de l'aînée des filles de Louis Litalien, Marie-Anastasie, qui épousa le 10 novembre 1868 Bernard Savoie. À la lumière de ce qui précède, nous pouvons conclure que l'année 1864 est probablement exacte.
Considéré comme « squatter », c'est-à-dire installé et fixé sur un territoire sans droit ni titre, Louis Litalien s'établit dans la forêt sur la montagne afin de défricher la terre. Attiré par les surfaces fertiles comportant de nombreux plateaux, il décida de s'installer avec sa famille sur ce territoire afin d'y faire de l'agriculture,.
À partir de 1870, d'autres familles ont suivi, les LeBlanc, Mercier, Thériault, Arsenault, Nadeau, Godbout, Landry, etc. Ce territoire comprend la partie nord-ouest du Canton de Nouvelle et une partie du Canton de Carleton dans le secteur de la Baie des Chaleurs. L'administration de ce territoire fut sous la responsabilité de la paroisse de Saint-Joseph-de-Carleton jusqu'en 1899, soit au moment de la fondation de la paroisse de Saint-Omer.  
Afin d'officialiser leur situation, les citoyens de Saint-Louis-de-Gonzague demandèrent, de manière officielle, au Diocèse de Saint-Germain de Rimouski, de faire partie intégrante de la cure et de la paroisse de Saint-Omer en ce qui a trait aux affaires canoniques. Ainsi, le décret canonique du 29 mai 1920 établissait les nouvelles limites du territoire de la paroisse de Saint-Omer. Ces limites comprennent les rangs 1 à 5 soit tout le territoire de Mission St-Louis et aussi le rang 5 désigné sous le nom de Biron.
La paroisse de Saint-Omer continua son expansion en 1922 en annexant le territoire de Mission Saint-Louis-de-Gonzague pour fins civiles. Afin de recevoir plus de services de la part de la municipalité, les citoyens de ce territoire demandaient de reconnaître civilement le décret canonique de 1920. Le décret de 1922 ordonna que le territoire de Mission Saint-Louis-de-Gonzague compris dans le Canton de Nouvelle dans la paroisse Saint-Jean-l'Évangéliste et dans le Canton de Carleton dans la paroisse de Saint-Joseph de Carleton, soit annexé, pour les fins civiles, à la paroisse de Saint-Omer. La population de Mission Saint-Louis-de-Gonzague comptait 150 habitants en 1922.
À partir de 1932, c'est l'arrivée de nouveaux citoyens sur le rang Biron,, au centre, (les Dubé, Cyr, Boudreau, Nadeau, Litalien, Loisel, LeBlanc, Bergeron, Fournier, Quinn, Caissy, Lafrance, Lapointe, Kenny, Althot), sur le rang du Plan Vautrin,, à l'ouest du rang Biron (Allard, Leblanc, Boudreau, Caissy, White, Berthelot, Pichette, Bujold, Débigaré, Landry et Williamson) et sur le rang Carleton à l'est du rang Biron (Berthelot, Roy, Cyr, Francoeur, Landry, Arsenaullt, Bujold, Savoie). 

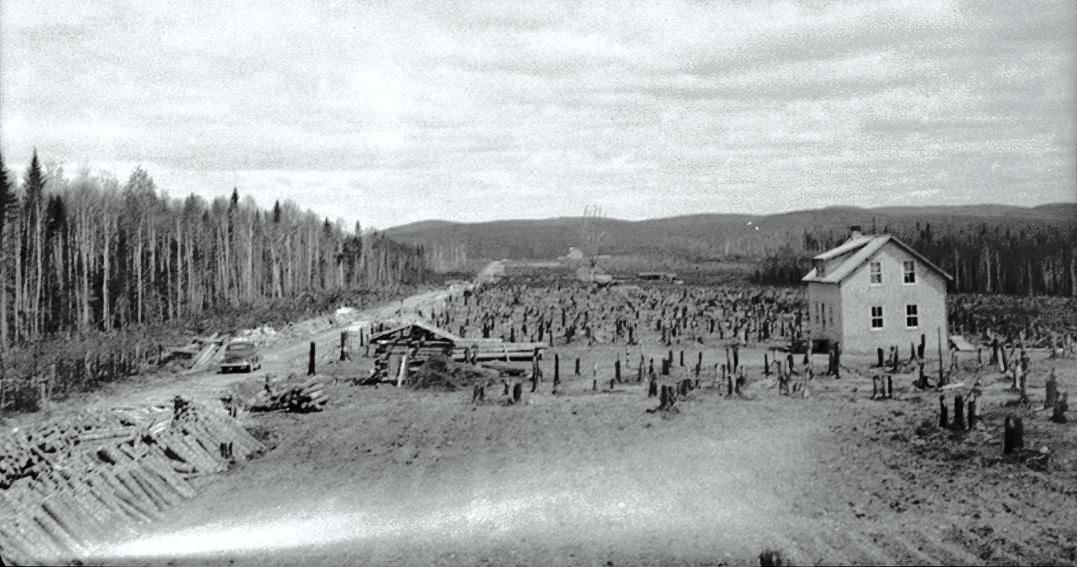
Saint-Louis-de-Gonzague, 1938.
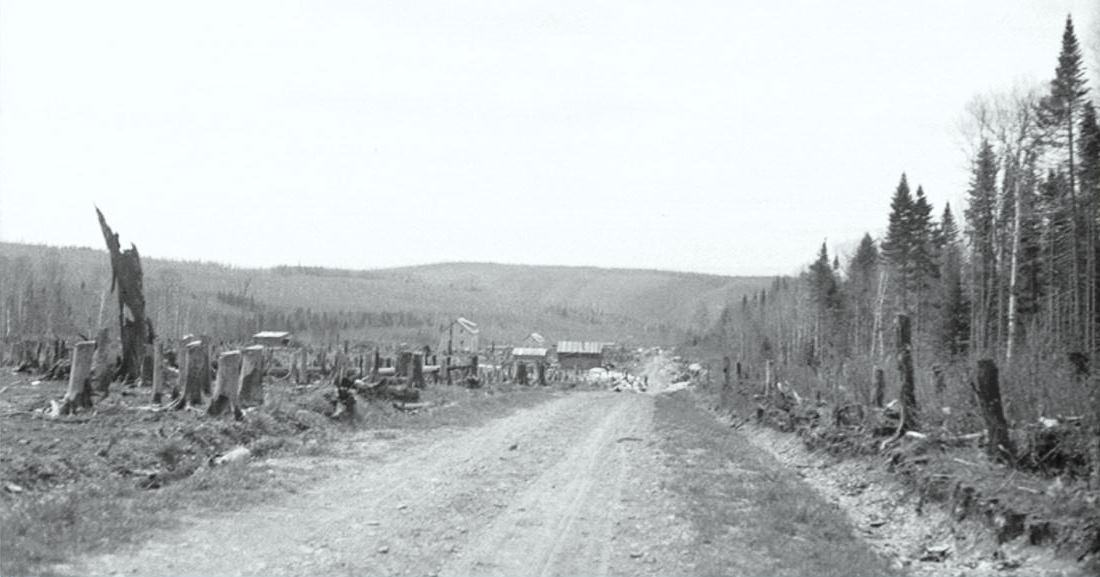
Saint-Louis-de-Gonzague, 1938.

En 1938 la Mission Saint-Louis fusionne avec le secteur de Biron pour former une paroisse canonique qu'on appela Saint-Louis-de-Gonzague. Ainsi, le 14 septembre 1939, la Paroisse canonique de St-Louis-de-Gonzague fut constituée.
En 1974, à la suite d'une entente avec les citoyens du secteur de Biron, tous les résidents ont dû quitter ce territoire. Yolande Lepage Litalien explique ainsi le contexte de l'époque : « Depuis quelques années, le gouvernement parle de la fermeture des paroisses dites marginales. Brébeuf a vu partir tous ses habitants en 1971. À St-Louis, la fermeture des écoles provoque le départ de plusieurs familles. En 73, le gouvernement intervient et propose l'évacuation collective en faisant miroiter des dédommagements de l'ordre de neuf à dix mille dollars. C'est l'exode massif. Quelques-uns résistent car le rapport de fin d'année 1973 nous révèle que 42 familles et 260 habitants demeurent encore dans la paroisse. Mais le sort en est jeté, une partie du village de St-Louis, soit le secteur de Biron, comprenant le rang Biron et le rang du Plan Vautrin, doit être anéanti. Les décrets sont promulgués: celui de gouvernement pour la paroisse de colonisation, du Secrétaire de la province pour la dissolution de la Fabrique et celui de Mgr l'Evêque de Gaspé pour la suppression de la paroisse canonique. Les propriétaires ont le droit de transporter leurs maisons dans les villages où ils vont s'installer. Sinon, il faut les brûler, car tout doit disparaître. » La paroisse canonique de St-Louis-de-Gonzague fut fermée le 22 août 1974,.  
À la suite de la fermeture du secteur de Biron, la résilience s'installe dans le vieux St-Louis. Ainsi, Mission St-Louis poursuivra sa route et les citoyens mèneront toutes les batailles afin que St-Louis-de-Gonzague demeure toujours vivant. 
Le 10, 11 et 12 octobre 2014, St-Louis-de-Gonzague a fêté son 150e anniversaire de fondation. À cette occasion près de 400 personnes étaient réunies pour cette fête.

## Église

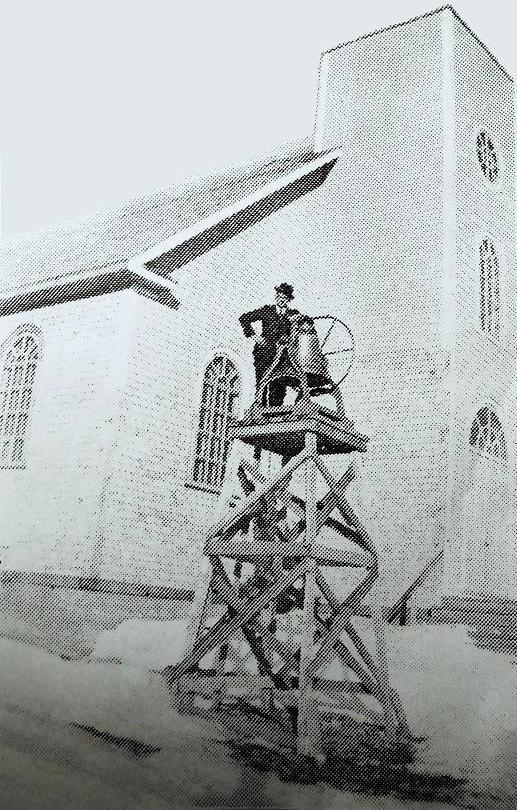
Cloche de l'église avant son installation en 1940.

De 1864 à 1899, Mission Saint-Louis-de-Gonzague était sous la responsabilité de la paroisse de Carleton. La première chapelle fut construite le 3 mai 1887.
De 1899 à 1920, Mission St-Louis-de-Gonzague dépendait de la paroisse Saint-Omer. 
De 1920 à 1938, Mission St-Louis-de-Gonzague fusionne avec la paroisse de St-Omer.
En 1938-1939, la fusion de Mission Saint-Louis-de-Gonzague avec le rang Biron, s'est fait pour former la paroisse de St-Louis-de-Gonzague, le 14 septembre 1939. 
En 1940, l'église de Saint-Louis-de-Gonzague fut construite sur le rang Biron.
En 1974, avec la fermeture de Saint-Louis-de-Gonzague, Saint-Omer reprenait les activités religieuses. Aujourd'hui, ce territoire est revenu à Carleton-sur-mer avec la fusion de St-Omer et de Carleton-sur-mer le 4 octobre 2000.

## Économie
Ainsi, le développement économique et social de Saint-Louis-de-Gonzague a débuté en 1867 par la construction de la Route de Sandy-Bay reliant la route principale à Saint-Louis-de-Gonzague. Le curé Blouin y bâtit une chapelle en 1887 sous le vocable Saint-Louis-de-Gonzague. La chapelle fut ouverte au culte le 15 juin 1890.
Le développement économique de St-Louis-de-Gonzague est décrit comme un système agro-forestier, c'est-à-dire des activités forestières et une agriculture de subsistance.  
Le premier bureau de poste fut ouvert le 1er janvier 1908 à Mission Saint-Louis jusqu'en 1967. Un deuxième bureau de poste fut ouvert en 1936 à Biron jusqu'en 1974.
En 1941, la caisse populaire de Saint-Louis-de-Gonzague fut fondée. Toutefois, la caisse populaire dut fermer en 1950.
À l'automne 1941, la Salle paroissiale est construite.
Le Cercle des fermières St-Louis-de-Gonzague fut établi le 20 juillet 1942.
En 1943, le Département de la santé et du bien-être national nomme officiellement une garde-malade pour la paroisse.
En 1944, une coopérative d'alimentation sous le vocable la Société coopérative L'Avenir de Saint-Louis de-Gonzague est constituée. 
En 1946, le dispensaire fut construit.
En 1958, l'électricité arrive à St-Louis-de-Gonzague.
En 1964, l'Association coopérative forestière de Saint-Louis fut fondée.

## Éducation
C'est l'éducation qui fut l'institution la mieux organisée à Saint-Louis-de-Gonzague. En 1883, une première institutrice est venue pour un an. Toutefois c'est à compter de 1889, que le curé de Carleton, François Adelme Blouin, embaucha une personne qui s'occupa d'assurer la formation et l'éducation des enfants du village, puisqu'à l'époque il n'y avait pas d'école proprement dite. Toutefois, en 1892 les résidents de l'endroit construisirent une petite maison-école et ils engagèrent une institutrice à raison de 70,00 $ par année.
En 1894, la Commission scolaire de Mission Saint-Louis-de-Gonzague fut fondée. La première année le curé Blouin avança les fonds. Le Gouvernement subventionnait l'école pour un montant de 13,86 $. De ce fait, entre 60 $ et 100 $ par année étaient exigés des citoyens afin de subvenir aux besoins de cette école.
En 1940, la commission scolaire de Biron est constituée.
En 1960, les deux commissions scolaires de Biron et de Mission St-Louis sont fusionnées pour former la Commission scolaire de St-Louis-de-Gonzague.
En 1961, le couvent Saint-Florian est construit à Biron. Ainsi, le 5 septembre 1961 c'est l'ouverture des classes pour 108 élèves.

## Culture
- Honoré Godbout, Chanteur country[26]

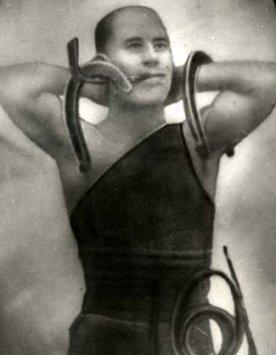
Prudent Landry.

- Jean-Marie-Prudent Landry, (1887-1973) « Le Roi de la mâchoire »[27]
- Un corps de majorettes, "Les Fleurs de St-Louis" fut formé en 1966 par l'abbé Florian Dorval et la troupe est restée active jusqu'en 1973.
- Les Rythmés, l’histoire de ce groupe de musiciens amateurs est véritablement une histoire de famille. À son apogée vers les années 1970, le groupe était composé des six frères BOUDREAU, fils de Dominique Boudreau et de Marguerite LeBlanc, originaires de Saint-Louis de Gonzague. Les Rythmés ont produit un long jeu et quelques 45 tours, qui comptent notamment « Le condamné », « Marie », « Une lettre d’amour » et « J’ai besoin de toi ». En 1968, ils ont donné une prestation à la salle paroissiale de St-Louis-de-Gonzague. Leur carrière les a menés dans différents endroits à Montréal et ses régions avoisinantes dans les années ’70. Les Rythmés sont à jamais inscrits dans la mémoire culturelle du village[28].

- Natif de Saint-Louis-de-Gonzague en Gaspésie, Albini Leblanc, après ses études classiques et universitaire à Québec en 1971, commence sa carrière d’enseignant à Paspébiac. Dès le début de sa carrière, pour se détendre, il commence à dessiner et dévore tout ce qu’il trouve sur les peintres impressionnistes et analyse leurs œuvres. Esquissant portrait, nature mortes et paysages, il expérimente le pastel et le fusain, puis la peinture à l’huile. En 1979, il expose pour la première fois. Il raffine sa technique, précise son geste, multiplie les expériences et en 1980 il délaisse les pinceaux et adopte la spatule qu’il maitrise avec brio. En 1984, il quitte l’enseignement et s’exile à Montréal avec sa famille pour tenter de vivre de son art ce qu’il réussit après beaucoup d’effort et d’acharnement. Son travail est apprécié par les galeries d’art au travers tout le Canada avec qui, il fait affaire depuis maintenant trente ans. Il demeure à Québec[29].

- Indélébile, Le rang des oubliés, de Chantale Arseneault et Jean-Louis LeBlanc[30], est un roman qui raconte l’histoire d’Émilie, une jeune fille en quête de liberté et d’amour, devenue femme et mère. Son vécu à Saint-Louis-de-Gonzague, sans sa mère, est un élément marquant dans l’histoire de ce village remplie d’imbroglios. Elle est le fruit de la première séparation conjugale survenue dans son petit village de l’arrière-pays. Émilie Arseneault, à travers les méandres de sa vie tumultueuse, s’ouvrira sur un monde; son monde! Elle y arrivera en retournant dans son village, sur le rang 4. Émilie pourra-t-elle, un jour, trouver ce qu’elle cherche? On découvrira tous, comme Émilie, que le passé est garant de l’avenir. Qu’on le veuille ou non[31]!